# Kathryn Greenslade
Kathryn Greenslade (18 gennaio 1998) è una nuotatrice britannica.

## Carriera
Convocata per gli europei del 2018, ha vinto la medaglia d'oro competendo nella staffetta 4x200m stile libero. Nel 2020 ha rappresentato la squadra italiana degli Aqua Centurions nella seconda stagione dell'International Swimming League. 

## Palmarès
- Europei

Glasgow 2018: oro nella 4x200m sl e bronzo nella 4x200m sl mista.
- Giochi del Commonwealth

Gold Coast 2018: bronzo nella 4x100m misti.